# 神奈川県幼稚園一覧
神奈川県幼稚園一覧（かながわけんようちえんいちらん）は、神奈川県の幼稚園の一覧。

## 公立幼稚園

### 川崎市

#### 中原区
- 川崎市立新城幼稚園

#### 多摩区
- 川崎市立生田幼稚園

### 相模原市

#### 緑区
- 相模原市立城山幼稚園
- 相模原市立相模湖幼稚園
- 相模原市立ふじの幼稚園

### 横須賀市
- 横須賀市立大楠幼稚園(2024年末に閉園)

### 平塚市
- 平塚市立さくら幼稚園
- 平塚市立ひばり幼稚園
- 平塚市立港幼稚園
- 平塚市立金目幼稚園
- 平塚市立土屋幼稚園

### 小田原市
- 小田原市立酒匂幼稚園
- 小田原市立東富水幼稚園
- 小田原市立矢作幼稚園
- 小田原市立報徳幼稚園
- 小田原市立前羽幼稚園
- 小田原市立下中幼稚園

### 中郡
- 大磯町立大磯幼稚園
- 大磯町立たかとり幼稚園

### 秦野市
- 秦野市立本町幼稚園
- 秦野市立東幼稚園
- 秦野市立西幼稚園
- 秦野市立北幼稚園
- 秦野市立南幼稚園
- 秦野市立上幼稚園
- 秦野市立大根幼稚園
- 秦野市立みどり幼稚園
- 秦野市立つるまきだい幼稚園
- 秦野市立しぶさわ幼稚園
- 秦野市立みなみがおか幼稚園
- 秦野市立ひろはた幼稚園
- 秦野市立すえひろ幼稚園
- 秦野市立ほりかわ幼稚園

### 南足柄市
- 南足柄市立岡本幼稚園
- 南足柄市立むつみ幼稚園
- 南足柄市立南足柄幼稚園
- 南足柄市立福沢幼稚園
- 南足柄市立北幼稚園

### 足柄上郡
- 中井町立井ノ口幼稚園
- 大井町立大井幼稚園
- 大井町立大井第二幼稚園
- 大井町立相和幼稚園
- 松田町立第一幼稚園
- 松田町立寄幼稚園
- 山北町立山北幼稚園
- 山北町立三保幼稚園
- 山北町立岸幼稚園
- 開成町立開成幼稚園

### 足柄下郡
- 箱根町立温泉幼稚園
- 箱根町立仙石原幼稚園
- 箱根町立湯本幼稚園
- 箱根町立箱根幼稚園
- 真鶴町立ひなづる幼稚園
- 湯河原町立福浦幼稚園

### 愛甲郡
- 清川村立清川幼稚園

## 私立幼稚園

### 横浜市

#### 鶴見区
- 飯山幼稚園
- 泉幼稚園
- 潮田幼稚園
- 駒岡幼稚園
- 桜ケ丘幼稚園
- 松蔭幼稚園
- すみれが丘幼稚園
- 橘幼稚園
- 鶴見ひなづる幼稚園
- 鶴見大学女子短期大学部附属三松幼稚園
- 鶴見双葉幼稚園
- 鶴見平和幼稚園
- 寺尾第二幼稚園
- 東寺尾幼稚園
- 三ツ池幼稚園
- 矢向幼稚園
- やよいヶ丘幼稚園
- 若葉幼稚園

#### 神奈川区
- 神奈川幼稚園
- 神大寺幼稚園
- 銀嶺幼稚園
- 京浜横浜幼稚園
- 幸ケ谷幼稚園
- 香蘭幼稚園
- 白幡幼稚園
- 捜真幼稚園
- 月影幼稚園
- 二本榎幼稚園
- ニューライフ幼稚園
- 羽沢幼稚園
- 三ツ沢幼稚園
- 横浜孝道幼稚園

#### 西区
- 霞ヶ丘幼稚園
- 杉之子幼稚園
- 戸部幼稚園
- 野毛山幼稚園
- ばらの幼稚園
- 藤棚幼稚園
- 横浜愛隣幼稚園

#### 中区
- アソカ幼稚園
- さくら幼稚園
- 早苗幼稚園
- さゆり幼稚園
- 聖母幼稚園
- 二葉幼稚園
- 本牧めぐみ幼稚園
- 横浜学院幼稚園
- 横浜学園付属元町幼稚園
- 横浜三育幼稚園
- 横浜みこころ幼稚園
- ルンビニ幼稚園
- 和光幼稚園

#### 保土ケ谷区
- 青葉幼稚園
- 岩崎学園附属幼稚園
- 上星川幼稚園
- 境木幼稚園
- スカイハイツ幼稚園
- セント・メリー幼稚園
- 仲よし幼稚園
- 初音丘幼稚園
- 聖ヶ丘教育福祉専門学校附属育和幼稚園
- 保土ヶ谷幼稚園
- 三恵幼稚園
- 峰岡幼稚園
- 向原幼稚園
- 立正幼稚園
- 立正桜ケ丘幼稚園
- 若草幼稚園

#### 磯子区
- 育美幼稚園
- 岩崎学園附属磯子幼稚園
- かおり幼稚園
- 上中里幼稚園
- 汐見台中央幼稚園
- 汐見台西幼稚園
- 汐見台東幼稚園
- 中原幼稚園
- 根岸幼稚園
- 八幡橋幼稚園
- 横浜女子短期大学附属幼稚園

#### 青葉区
- 愛和幼稚園
- 愛和太陽幼稚園
- 青葉台幼稚園
- あざみ野白ゆり幼稚園
- 市ヶ尾幼稚園
- 美しの森幼稚園
- 梅が丘天使幼稚園
- 大場白ゆり幼稚園
- 國學院幼稚園
- 三陽幼稚園
- 田園江田幼稚園
- 田園都市幼稚園
- 桐蔭学園幼稚部
- 東洋英和女学院大学付属かえで幼稚園
- ナザレ幼稚園
- 藤が丘幼稚園
- みたけ台幼稚園
- もえぎ野幼稚園
- 横浜さくら幼稚園
- 横浜・モンテッソーリ幼稚園

#### 旭区
・本宿幼稚園
- あたご幼稚園
- 今宿幼稚園
- 上の原幼稚園
- 柏幼稚園
- 上川井幼稚園
- 上白根幼稚園
- 希望ヶ丘幼稚園
- 左近山幼稚園
- 四季の森幼稚園
- しみずがおか幼稚園
- 白根幼稚園
- 清来寺幼稚園
- 千鳥幼稚園
- 都岡幼稚園
- つくの幼稚園
- 鶴ヶ峯幼稚園
- 二俣川幼稚園
- まきが原幼稚園
- マリー幼稚園
- 八ッ橋幼稚園
- 横浜昭和幼稚園
- 横浜三輪幼稚園
- 若葉台第一幼稚園

#### 金沢区
- あけぼの幼稚園
- あさひな幼稚園
- 金沢白百合幼稚園
- カナリヤ幼稚園
- 京急幼稚園
- 光輪幼稚園
- こすもす幼稚園
- さざなみ幼稚園
- 大道幼稚園
- 天使幼稚園
- 並木幼稚園
- フレンド幼稚園
- 文庫幼稚園
- ルンビニー花園幼稚園

#### 港北区
- 大倉山アソカ幼稚園
- 大谷学園幼稚園
- 桂幼稚園
- 金港幼稚園
- 光明幼稚園
- 小机幼稚園
- しのはら幼稚園
- 城郷幼稚園
- しんよしだ幼稚園
- 高木学園附属幼稚園
- 樽町白梅幼稚園
- 綱島幼稚園
- 仲手原幼稚園
- 伸びる会幼稚園
- 日吉さくら幼稚園
- 日吉台光幼稚園
- 冨士見幼稚園
- プリンス幼稚園
- チロル幼稚園

#### 都筑区
- 愛和のぞみ幼稚園
- 池辺白ゆり幼稚園
- 認定こども園エクレス
- 荏田南幼稚園
- かちだ幼稚園
- 金の星幼稚園
- 港北幼稚園
- すぎの森幼稚園
- 都田幼稚園
- 都筑ヶ丘幼稚園
- やまた幼稚園
- みどり野幼稚園
- 横浜みずほ幼稚園
- 横浜黎明幼稚園

#### 緑区
- あさひが丘幼稚園
- 東幼稚園
- アトンメントの聖母幼稚園
- 竹山幼稚園
- 竹山南幼稚園
- 中山幼稚園
- ながつた幼稚園
- 八朔幼稚園
- 緑幼稚園
- むつみ幼稚園
- 森村学園幼稚園
- 横浜あすか幼稚園
- 横浜マドカ幼稚園
- 黒滝幼稚園

#### 港南区
- 安部幼稚園
- あゆみ幼稚園
- 大谷幼稚園
- 春日野幼稚園
- 金井幼稚園
- かもめ幼稚園
- 港南幼稚園
- 港南台幼稚園
- 千手院幼稚園
- 竹の子幼稚園
- 東樹院幼稚園
- 野庭幼稚園
- 日野幼稚園
- 室の木幼稚園
- 森が丘幼稚園
- 美し野幼稚園
- 宝島幼稚園

#### 栄区
- 飯島幼稚園
- 飯島東幼稚園
- 笠間幼稚園
- 鍛冶ヶ谷カトリック幼稚園
- 上郷幼稚園
- 小菅ヶ谷幼稚園
- 新大船幼稚園
- 豊田幼稚園
- 中野幼稚園

#### 瀬谷区
- 相沢幼稚園
- あづまの幼稚園
- 関東幼稚園
- 恵聖幼稚園
- しらゆり幼稚園
- 瀬谷幼稚園
- 原幼稚園
- 二ッ橋愛隣幼稚園
- まこと幼稚園
- 三ツ境幼稚園
- みなみ幼稚園
- ゆたか幼稚園
- 横浜さがみ幼稚園
- 横浜隼人幼稚園

#### 南区
- 井土ケ谷幼稚園
- お三の宮日枝幼稚園
- 玉泉寺幼稚園
- くるみ幼稚園
- 三星幼稚園
- 山王台幼稚園
- 杉山神社幼稚園
- マヤ幼稚園
- 南白ゆり幼稚園
- 南聖心幼稚園
- 南若宮幼稚園
- 横浜英和幼稚園
- 横浜白山幼稚園
- 横浜れんげ幼稚園

#### 戸塚区
- 秋葉幼稚園
- しらかば幼稚園
- しらぎく幼稚園
- 新沢幼稚園
- 東台幼稚園
- 戸塚グリーン幼稚園
- 戸塚こばと幼稚園
- 戸塚すみれ幼稚園
- 戸塚第二幼稚園
- 戸塚ふたば幼稚園
- 戸塚ルーテル教会附属幼稚園
- 名瀬幼稚園
- 東俣野幼稚園
- ひまわり幼稚園
- 平戸幼稚園
- 冨士見ヶ丘幼稚園
- 舞岡幼稚園
- 深園幼稚園
- みどり幼稚園
- 矢島幼稚園

#### 泉区
- いしかわ幼稚園
- 泉ケ丘幼稚園
- 和泉学園いづみ幼稚園
- 英明幼稚園
- 岡津幼稚園
- 上飯田幼稚園
- 生協なかよし幼稚園
- 善隣館幼稚園
- 富士塚幼稚園
- 平和幼稚園
- 宮の台幼稚園
- 明成幼稚園
- やよい台幼稚園

### 川崎市

#### 川崎区
- 江川幼稚園
- 川崎ふたば幼稚園
- 大師新生幼稚園
- 川崎さくら幼稚園
- 観音幼稚園
- 若宮幼稚園
- 東三輪幼稚園
- 三輪幼稚園
- 小田双葉幼稚園
- 竹園幼稚園
- 川崎青い鳥幼稚園
- 川崎頌和幼稚園
- 川崎協立幼稚園
- 福音幼稚園
- ゆりかご幼稚園
- 浅田幼稚園
- 聖クララ幼稚園
- 大師幼稚園
- 第一ひかり幼稚園

#### 幸区
- 女躰神社幼稚園
- 梅園幼稚園
- みゆき幼稚園
- みのり幼稚園
- 小鳩幼稚園
- 日吉幼稚園
- 小峰幼稚園
- 白山幼稚園
- 川崎こまどり幼稚園
- 鹿島田幼稚園
- 第二ひかり幼稚園

#### 中原区
- 元住吉こばと幼稚園
- 月影学園幼稚園
- 東住吉幼稚園
- すみのえ幼稚園
- サクラノ幼稚園
- 平間幼稚園
- 太陽第一幼稚園
- 太陽第二幼稚園
- 大西学園幼稚園
- 宮内幼稚園
- つぼみ幼稚園
- 木月カリヨン幼稚園
- 大楽幼稚園

#### 高津区
- 諏訪幼稚園
- 洗足学園大学附属幼稚園
- 若竹幼稚園
- 川崎めぐみ幼稚園
- たちばな幼稚園
- 津田山幼稚園
- 梶ヶ谷幼稚園
- 高津幼稚園
- 新作やはた幼稚園
- 川崎たまがわ幼稚園

#### 多摩区
- 丸山幼稚園
- カリタス幼稚園
- 菅幼稚園
- 西三田幼稚園
- 東菅幼稚園
- 生田ひまわり幼稚園
- 宿河原幼稚園
- 桐光学園みどり幼稚園
- 玉幼稚園
- 川崎若葉幼稚園
- 玉川幼稚園
- 中野島幼稚園
- 桐光学園寺尾みどり幼稚園

#### 宮前区
- 宮前幼稚園
- 第二宮前幼稚園
- 有馬白百合幼稚園
- 宮崎二葉幼稚園
- 健爽学園ゆりかご幼稚園
- 初山幼稚園
- サレジオ学院幼稚園
- さぎぬま幼稚園
- ひばり幼稚園
- 潮見台みどり幼稚園
- 宮崎台幼稚園

#### 麻生区
- 百合丘さくら幼稚園
- ルミエール幼稚園
- 柿の実幼稚園
- 川崎青葉幼稚園
- こうりんじ幼稚園
- ちよがおか幼稚園
- 百合丘めぐみ幼稚園
- 風の谷幼稚園

### 相模原市

#### 緑区
- 大沢幼稚園
- 大沢第二幼稚園
- 大島幼稚園
- 相模野幼稚園
- 相模原みどり幼稚園
- 新町幼稚園
- てるて幼稚園
- 橋本幼稚園
- 太陽の子幼稚園（認定こども園　たいようのこ）
- 城山わかば幼稚園（認定こども園　城山わかば幼稚園）
- ばらの花幼稚園
- 津久井ヶ丘幼稚園
- 内郷幼稚園

#### 中央区
- あかね幼稚園
- 上田名幼稚園
- 小山白ゆり幼稚園
- けやきの子幼稚園
- 相模栄光幼稚園
- 相模白ゆり幼稚園
- 相模つばさ幼稚園
- 清心幼稚園
- たけのうち幼稚園
- 田名幼稚園（認定こども園　田名幼稚園）
- 中央幼稚園
- 虹ケ丘幼稚園
- 鳩川幼稚園
- 渕野辺ひばり幼稚園（認定こども園　ひばりっ子クラブ）
- 星が丘幼稚園
- みずほ幼稚園
- 弥生幼稚園
- よこやま幼稚園

#### 南区
- うのもり幼稚園
- 大野文化幼稚園（認定こども園　大野文化こども園）
- 相模女子大学幼稚部
- 相模すぎのこ幼稚園
- 相模原高等学校付属光明幼稚園
- さがみひかり幼稚園
- 相模ひまわり幼稚園
- 相模翠ケ丘幼稚園
- 相模林間幼稚園
- 誠心相陽幼稚園
- 誠心第一幼稚園
- 誠心第二幼稚園
- 相武台中央幼稚園
- つくしの幼稚園
- 中和田幼稚園
- 豊泉幼稚園
- 南大野幼稚園
- 谷口幼稚園
- 林間のぞみ幼稚園

### 横須賀市
- あさひ幼稚園
- 岩戸幼稚園
- 岩波幼稚園
- うわまち幼稚園
- 大津幼稚園
- 追浜幼稚園
- 鴨居幼稚園
- ぎんなん幼稚園
- ぎんのすず幼稚園
- 久里浜幼稚園
- 湘南栄光幼稚園
- 湘南長沢幼稚園
- 城北幼稚園
- 深愛幼稚園
- 信証幼稚園
- 聖心第二幼稚園
- 相武幼稚園
- 田浦幼稚園
- たかとり幼稚園
- 武山幼稚園
- 津久井幼稚園
- まぼり幼稚園
- 三笠幼稚園
- 南横須賀幼稚園
- 三春幼稚園
- 横須賀幼稚園
- 横須賀上町教会附属めぐみ幼稚園
- 横須賀若葉幼稚園

### 平塚市
- 学校法人青木学園 平塚めぐみ幼稚園

### 鎌倉市
- かまくら幼稚園
- 聖路加幼稚園
- 鎌倉いずみ幼稚園
- 材木座幼稚園
- 鶴岡幼稚園
- 長谷幼稚園
- ハリス記念鎌倉幼稚園
- 比企谷幼稚園
- 鎌倉幼稚舎幼稚園
- 七里ガ浜楓幼稚園
- 西鎌倉幼稚園
- モンタナ幼稚園
- 片岡幼稚園
- 聖ミカエル学院幼稚園
- 深沢幼稚園
- おおぞら幼稚園
- 大船カトリック幼稚園
- 鎌倉女子大学幼稚部
- 北鎌倉幼稚園
- ひがし幼稚園
- 鎌倉しろやま幼稚園
- 鎌倉みどり幼稚園
- 玉縄幼稚園

### 藤沢市
- 青木幼稚園
- 秋葉台幼稚園
- 大庭城山幼稚園
- 片瀬のぞみ幼稚園
- 片瀬山幼稚園
- 鵠沼幼稚園
- 鵠沼めぐみルーテル幼稚園
- 子供の園幼稚園
- こばやし幼稚園
- 相模幼稚園
- 湘南学園幼稚園
- 湘南白百合学園幼稚園
- 湘南台幼稚園
- 聖マルコ幼稚園
- 第弐聖佳幼稚園
- 善行森の幼稚園
- つかさ幼稚園
- 辻堂二葉幼稚園
- のぞみ幼稚園
- 広田幼稚園
- 富士幼稚園
- ふじがおか幼稚園
- ふじがおか第二幼稚園
- 藤沢いずみ幼稚園
- 藤沢芙蓉幼稚園
- 藤沢若葉幼稚園
- みくに幼稚園
- 聖園幼稚園
- 聖園マリア幼稚園
- 六会幼稚園
- むらおか幼稚園
- もみじ幼稚園
- わかふじ幼稚園

### 大和市
- つるま幼稚園
- でんえん幼稚園
- 松原学園幼稚園
- 聖セシリア幼稚園
- 大和あけぼの幼稚園
- 大和小鳩幼稚園
- 大和山王幼稚園
- 高座みどり幼稚園
- スミレ幼稚園
- 大和幼稚園
- 大和みどりが丘幼稚園

### 綾瀬市
- 綾瀬ゆたか幼稚園
- 綾瀬幼稚園
- 綾瀬中央幼稚園
- 春日幼稚園
- リョウセイ幼稚園
- 綾瀬すぎの子幼稚園
- 綾南幼稚園

### 座間市
- ひばりが丘幼稚園
- 鈴鹿幼稚園
- 座間幼稚園
- 相武台幼稚園
- 小松原幼稚園
- 座間孝道幼稚園
- やなせ幼稚園
- やなせ第二幼稚園

### 海老名市
- 慶泉幼稚園
- さくらい幼稚園
- 海老名みなみ幼稚園

### 高座郡
- 一之宮相和幼稚園
- 倉見幼稚園

### 厚木市
- 厚木幼稚園
- 厚木さくら幼稚園
- 厚木たちばな幼稚園
- 厚木田園幼稚園
- 厚木のぞみ幼稚園
- 厚木緑ヶ丘幼稚園
- 伊勢宮幼稚園
- えいすう幼稚園
- 小鮎幼稚園
- 清和幼稚園
- ちぐさ幼稚園
- とびお幼稚園
- 七沢幼稚園
- ぬるみず幼稚園
- はやし幼稚園
- 光ヶ丘幼稚園
- 毛利台幼稚園
- 森の里幼稚園

### 愛甲郡
- 愛川幼稚園
- 春日台幼稚園
- 楠幼稚園
- 中津幼稚園

### 小田原市
- みみづく幼稚園
- 城山幼稚園
- 友愛幼稚園
- 花園幼稚園
- 御濠幼稚園
- 新玉幼稚園
- れんげ幼稚園
- かものみや幼稚園
- こゆるぎ幼稚園

### 中郡
- 梅の木幼稚園
- 海の星幼稚園
- こいそ幼稚園
- 二宮育美幼稚園
- 二宮みどり幼稚園
- 二宮めぐみ幼稚園

### 秦野市
- 白百合幼児園

### 南足柄市
- 華綾幼稚園

### 足柄下郡
- 湯河原幼稚園
- 宮上幼稚園
- 二ノ平幼稚園